# Villarlurin
Villarlurin è un comune francese soppresso e località del dipartimento della Savoia della regione dell'Alvernia-Rodano-Alpi. Dal 1º gennaio 2016 si è fuso con il comune di Saint-Martin-de-Belleville per formare il nuovo comune di Les Belleville.

## Società

### Evoluzione demografica
Abitanti censiti